# Briefmarken-Jahrgang 1957 der Deutschen Bundespost Berlin
Der Briefmarken-Jahrgang 1957 der Deutschen Bundespost Berlin umfasst 15 Sondermarken. In diesem Jahr wurden in Berlin fünf Dauermarken herausgegeben, diese zählen jedoch philatelistisch zum Jahrgang 1956.
Der Nennwert der Sondermarken betrug 3,42 DM; dazu kamen 0,20 DM als Zuschlag für wohltätige Zwecke.

## Liste der Ausgaben und Motive
Legende
- Bild: Eine bearbeitete Abbildung der genannten Marke. Das Verhältnis der Größe der Briefmarken zueinander ist in diesem Artikel annähernd maßstabsgerecht dargestellt. Sollten keine Marken abgebildet sein, liegt es daran, dass das Urheberrecht des Künstlers noch nicht erloschen ist.
- Beschreibung: Eine Kurzbeschreibung des Motivs und/oder des Ausgabegrundes. Bei ausgegebenen Serien oder Blocks werden die zusammengehörigen Beschreibungen mit einer Markierung versehen eingerückt.
- Wert: Der Frankaturwert der einzelnen Marke in Pfennig. Ein „+“ bedeutet, dass es sich um eine Zuschlagsmarke handelt (= Frankaturwert + Spende).
- Ausgabedatum: Das Datum des erstmaligen Verkaufs dieser Briefmarke.
- Gültig bis: Das Datum, an dem die Gültigkeit endete.
- Auflage: Soweit bekannt, wird hier die zum Verkauf angebotene Anzahl dieser Ausgabe angegeben.
- Entwurf: Soweit bekannt, wird hier angegeben, von wem der Entwurf dieser Marke stammt.
- Mi.-Nr.: Diese Briefmarke wird im Michel-Katalog unter der entsprechenden Nummer gelistet.

| Sondermarken | |                  |                       |                   |            |                  |         |
| Bild         | Beschreibung | Werte in Pfennig | Ausgabe- datum (1957) | gültig bis        | Auflage    | Entwurf          | Mi.-Nr. |
|              | 725 Jahre Stadt Spandau Stadtansicht aus der Zeit um 1850                                                                                | 20               | 7. März               | 31. Dezember 1958 | 2.000.000  | Alfred Goldammer | 159     |
|              | Internationale Bauausstellung Interbau - Modell des Hansaviertels                                                                        | 7                | 27. April             | 31. Dezember 1958 | 5.000.000  | Rudolf Gerhardt  | 160     |
|              | - Modell des Ausstellungsgeländes | 20               | 6. Juli               | 31. Dezember 1958 | 3.000.000  | Rudolf Gerhardt  | 161     |
|              | - Modell der Kongreßhalle | 40               | 27. April             | 31. Dezember 1958 | 1.500.000  | Rudolf Gerhardt  | 162     |
|              | Männer aus der Geschichte Berlins (II) - Fritz Haber (1868–1934), Chemiker und Träger des Chemienobelpreises 1918                        | 15               | 30. September         | 30. Juni 1960     | 2.000.000  | Arthur Degner    | 166     |
|              | - Ludwig Heck (1860–1951), Biologe und Zoodirektor in Berlin die einzige Zuschlagmarke (für den Berliner Zoo) in diesem Satz             | 20+10            | 7. September          | 30. Juni 1960     | 2.000.000  | Arthur Degner    | 168     |
|              | - Max Reinhardt (1873–1943), Theaterregisseur und Intendant                                                                              | 25               | 28. September         | 30. Juni 1960     | 2.000.000  | Arthur Degner    | 169     |
|              | - Friedrich Carl von Savigny (1779–1861), Rechtsgelehrter und Kronsyndikus                                                               | 30               | 22. Juni              | 30. Juni 1960     | 2.000.000  | Arthur Degner    | 170     |
|              | - Christian Daniel Rauch (1777–1857), Bildhauer                                                                                          | 50               | 3. Dezember           | 30. Juni 1960     | 2.000.000  | Arthur Degner    | 172     |
|              | Jahrestagung des Ostdeutschen Kulturrates Uta, Markgräfin von Meißen, Stifterfigur im Naumburger Dom                                     | 25               | 6. August             | 31. Dezember 1958 | 2.000.000  | Hans Zimbal      | 173     |
|              | Erste konstituierende Sitzung des dritten Deutschen Bundestages in Berlin - Bundesadler und Inschrift „Einigkeit und Recht und Freiheit“ | 10               | 15. Oktober           | 31. Dezember 1959 | 3.000.000  | Rudolf Gerhardt  | 174     |
|              | - Bundesadler und Inschrift „Einigkeit und Recht und Freiheit“                                                                           | 20               | 15. Oktober           | 31. Dezember 1959 | 2.000.000  | Rudolf Gerhardt  | 175     |
|              | Tag der Briefmarke, Briefmarkenausstellung Bephila in Berlin Postillon der Reichspost                                                    | 20               | 23. Oktober           | 31. Dezember 1959 | 2.500.000  | Alfred Goldammer | 176     |
|              | Welt-Frontkämpfer-Kongreß Berlin Emblem des Internationalen Welt-Frontkämpfer-Verbandes                                                  | 20               | 28. Oktober           | 31. Dezember 1959 | 5.000.000  | Rudolf Gerhardt  | 177     |
|              | Zuschlagmarke zu Gunsten des Müttergenesungswerkes Elly Heuss-Knapp (1881–1952), Gründerin des Deutschen Müttergenesungswerkes           | 20+10            | 30. November          | 31. Dezember 1959 | 2.000.000  | Leon Schnell     | 178     |
| Dauermarken  | |                  |                       |                   |            |                  |         |
| Bild         | Beschreibung | Werte in Pfennig | Ausgabe- datum (1957) | gültig bis        | Auflage    | Entwurf          | Mi.-Nr. |
|              | Dauermarken Berliner Stadtbilder (Briefmarkenserie) - Brandenburger Tor                                                                  | 1                | 23. Februar           | 31. Dezember 1970 | 20.700.000 | Alfred Goldammer | 140     |
|              | - Landespostdirektion Berlin | 5                | 23. Februar           | 31. Dezember 1964 | 50.160.000 | Alfred Goldammer | 141     |
|              | - Schloss Pfaueninsel | 30               | 16. November          | 31. Dezember 1964 | 10.730.000 | Alfred Goldammer | 148     |
|              | - Schloss Charlottenburg | 40               | 30. Juli              | 31. Dezember 1964 | 11.365.000 | Alfred Goldammer | 149     |
|              | - Industrie- und Handelskammer und Börse                                                                                                 | 60               | 16. November          | 31. Dezember 1964 | 13.830.000 | Alfred Goldammer | 151     |